# Gallien-Krueger
Gallien-Krueger é uma empresa estadunidense especializada na fabricação de amplificadores e autofalantes para baixo elétrico.

## História
A empresa foi fundada em 1968, na Califórnia, por um engenheiro chamado Bob Gallien.

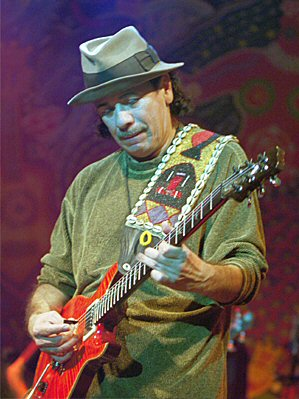
O guitarrista Carlos Santana utilizou o primeiro modelo de Bob Gallien no Festival de Woodstock (1969).

O fundador da companhia, Bob Gallien, tocou e deu aulas de guitarra na escola. Inspirado pelas bandas de rock dos anos 1960, como Rolling Stones e The Beatles, Gallien percebeu a necessidade de melhorias na qualidade do som. Formou-se em engenharia em Berkeley, tornou-se engenheiro da Hewlett-Packard e fazia mestrado em Stanford, onde projetou um amplificador de alta potência como parte de suas aulas. O equipamento alcançava 226 watts, o que era uma potência muito elevada para a época. Gallien ofereceu-o para uma loja local. O dono não se interessou pelo equipamento mas deixou-o à venda na loja. No dia seguinte, o guitarrista mexicano Carlos Santana entrou na loja procurando um amplificador potente e que sustentasse o som por bastante tempo. Ele comprou o amplificador de Gallien e utilizou-o na gravação de seu primeiro álbum e em sua apresentação no Festival de Woodstock em 1969. À época, Santana era um músico local promissor, mas no ano seguinte se tornou célebre. A capa do álbum do festival apresenta o equipamento bem no centro, o que contribuiu para a popularização da marca, juntamente com os registros das gravações e concertos de Santana.
Ainda em 1968, Bob Gallien fundou sua empresa, inicialmente designada GMT. Naquele ano, ele construiu cerca de 25 amplificadores em sua garagem em San Jose e 125 no ano seguinte. Por ser guitarrista, fazia somente amplificadores para guitarra, até receber uma encomenda do dono da loja Webb Music, onde Gallien havia dado aulas de guitarra. Jim Webb precisava de um amplificador potente para as caixas de autofalantes que ele montava e vendia para baixistas, e Gallien passou a produzi-las, convidando baixistas para testar e avaliar seus equipamentos em sua garagem.

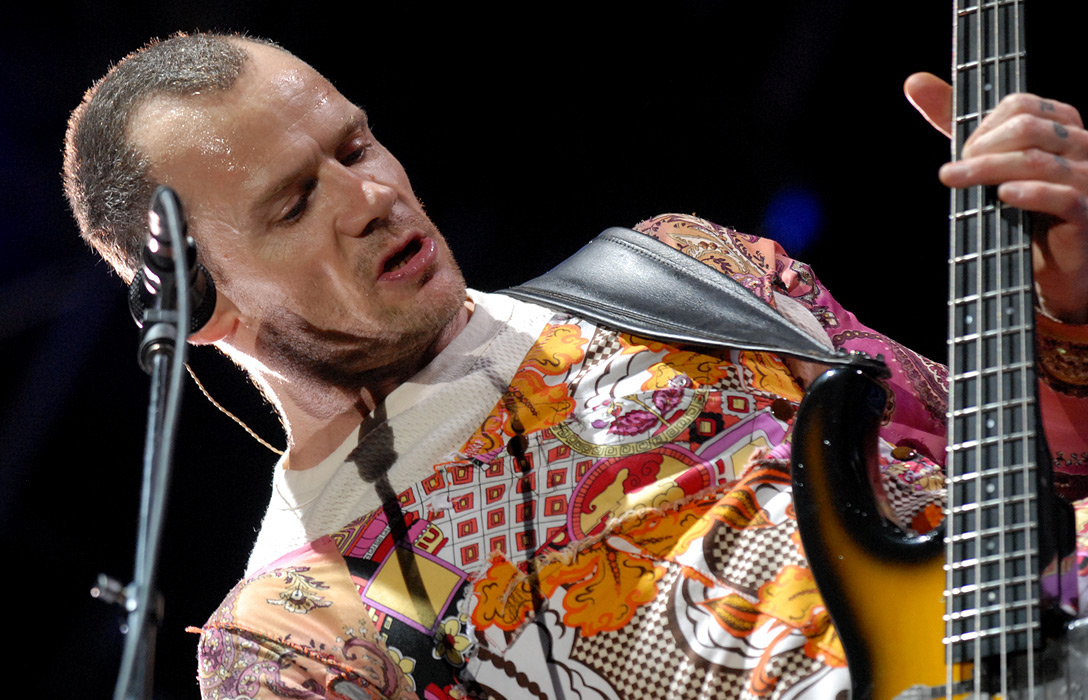
O baixista Flea utiliza amplificadores Gallien-Krueger em suas apresentações e gravações com a banda Red Hot Chili Peppers.

Seus modelos tiveram grande aceitação entre os baixistas, mais até do que os modelos para guitarra, o que demonstrou uma oportunidade de negócio. No início dos anos 1970, após concluir seus estudos, Gallien largou o emprego na HP e passou a dedicar-se à fabricação dos amplificadores. Associou-se ao também engenheiro e ex-colega da HP Rich Krueger, e mudou o nome da empresa para Gallien-Krueger. Posteriormente, Rich Krueger se retirou da empresa, mas a empresa manteve o nome.
Em 1983, a Gallien-Krueger lançou um amplificador que influenciaria a construção de diversos amplificadores para o baixo elétrico a partir de então. O sucesso de seus modelos para o instrumento, associado à popularização dos equipamentos de guitarra valvulados (uma tecnologia que a GK não tinha experiência alguma), fez com que a companhia passasse a se especializar no mercado de equipamentos para contrabaixo. Nos anos 1990, a GK interrompeu definitivamente a produção de amplificadores para guitarras.

## Modelos

### Baixo
800RB

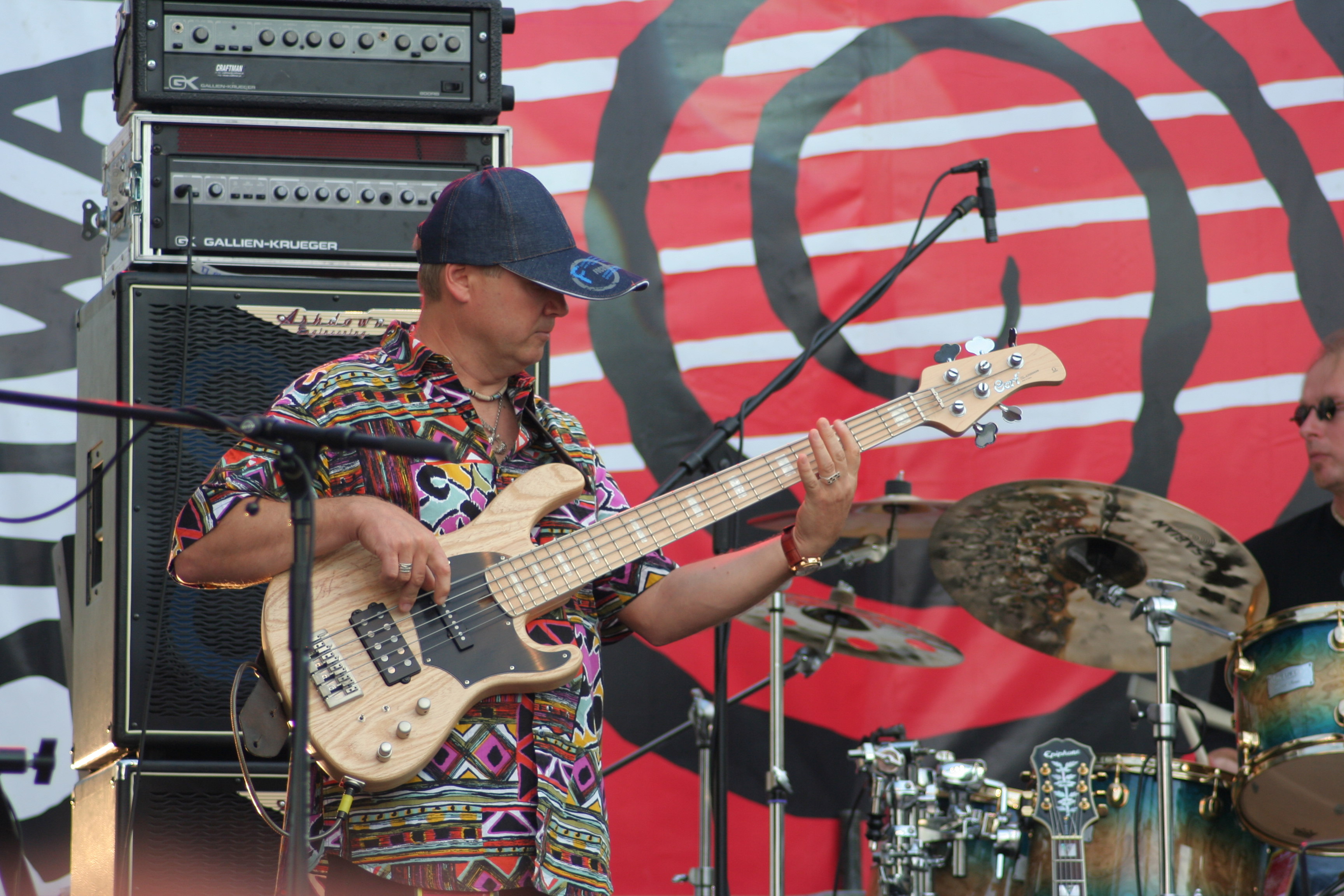
Um cabeçote GK800RB sendo utilizado durante apresentação sobre as caixas de autofalantes e embaixo de outro cabeçote do mesmo modelo

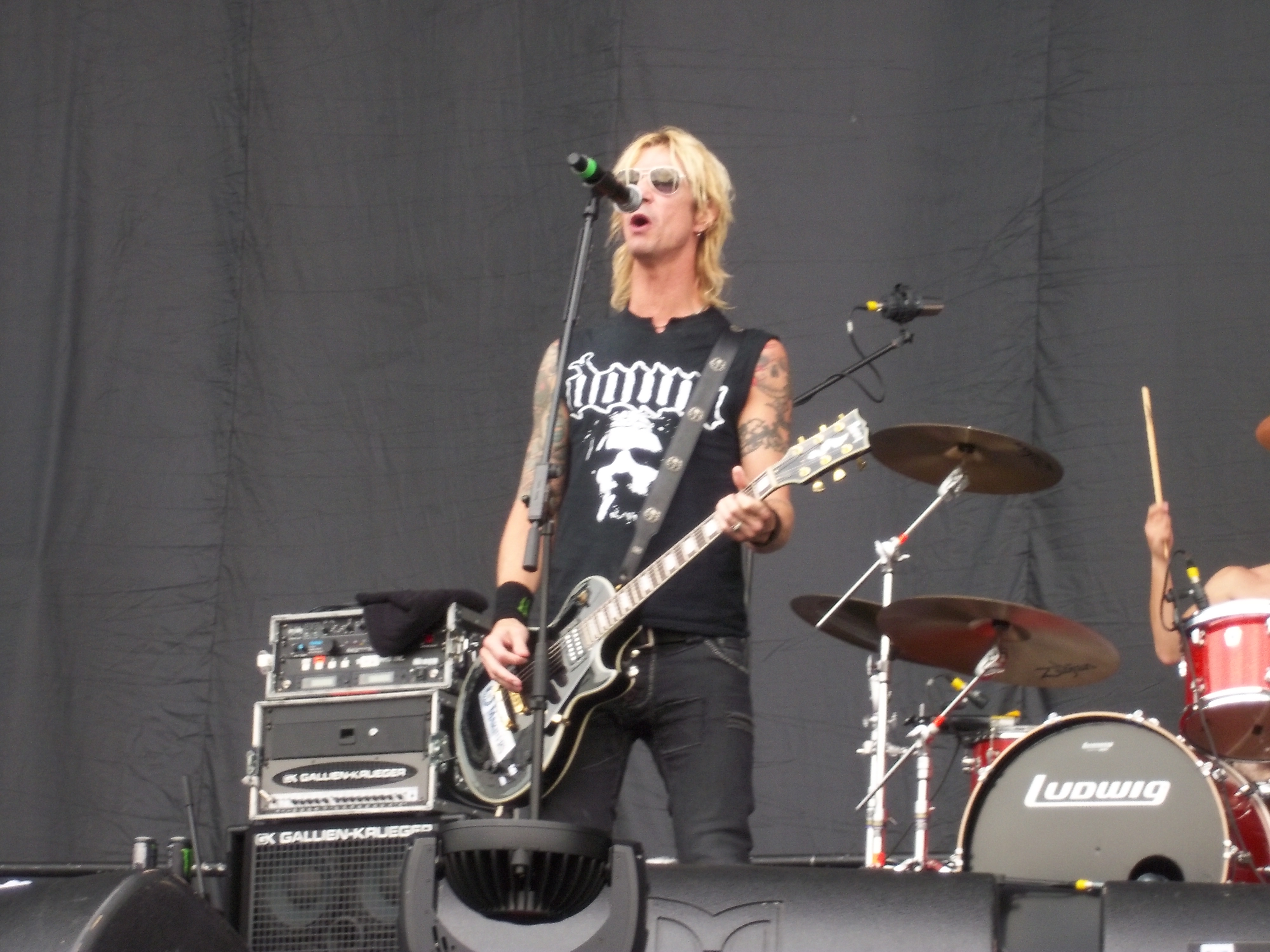
O ex-baixista da banda Guns N'Roses Duff McKagan. Ao fundo, cabeçotes e caixas Gallien-Krueger.

O modelo 800RB foi lançado no início dos anos 1980 e criou um novo padrão para amplificadores de baixo elétrico. Esse modelo foi utilizado por Duff McKagan em suas apresentações com a banda Guns N'Roses a partir de 1986.
400RB

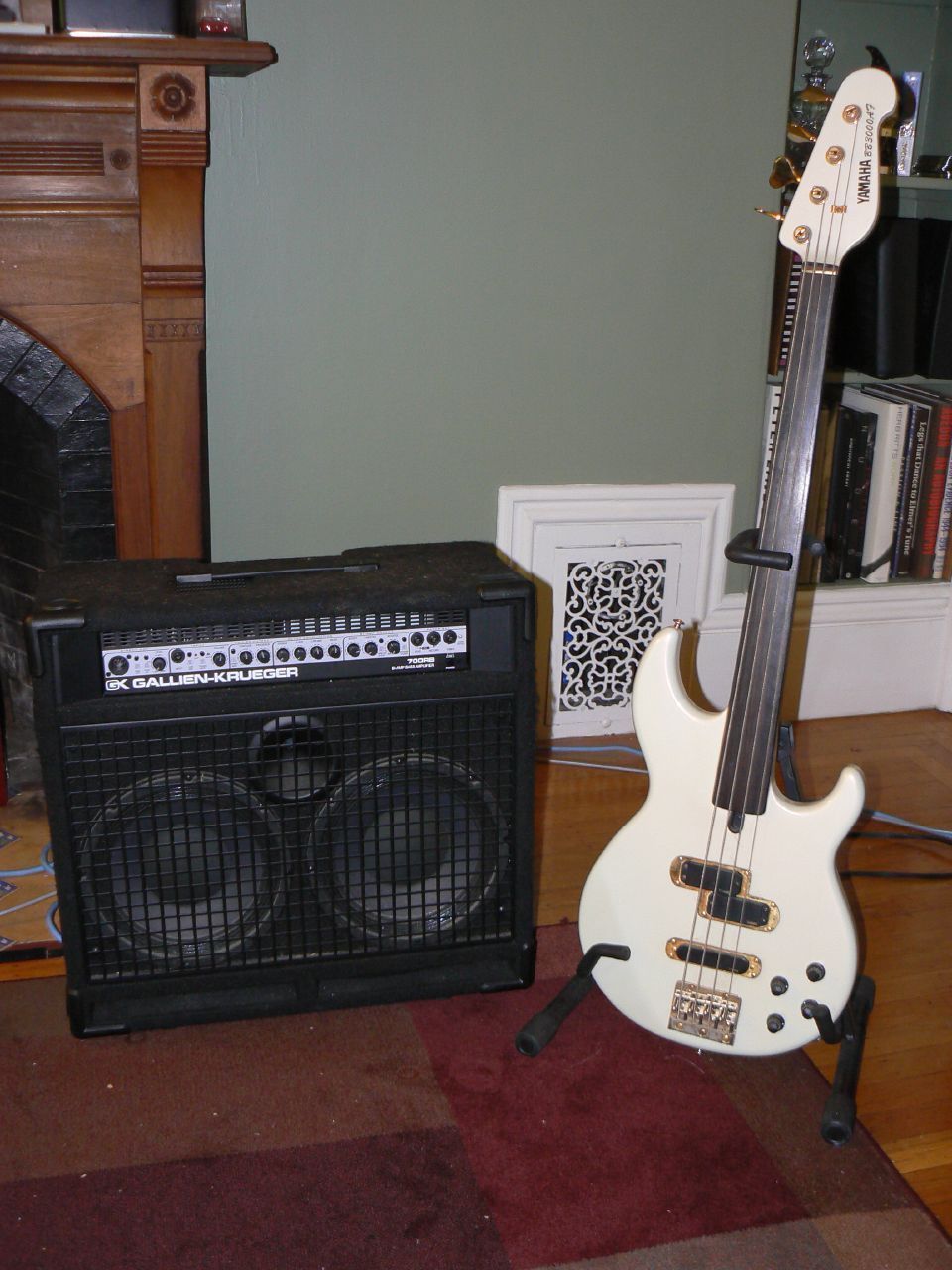
Uma caixa montada com o cabeçote GK700RB (à esquerda)

O modelo 400RB é uma variação do 800RB com menor potência. Já foram lançadas quatro séries desse modelo. A primeira série tinha potência máxima de 200 watts (em 4 ohms) e um cabo de força ligado permanentemente à saída do cabeçote. A segunda série tinha a mesma potência e trazia uma entrada para o cabo de força, que podia ser então desconectado. Não houve uma identificação específica no cabeçote da segunda série, que pode ser reconhecido pelas entradas dos cabos P10 em tom preto, enquanto a primeira série tem entradas em tom metálico. A terceira série tinha a identificação 400RB-III e potência máxima de 240 watts (em 4 ohms). As três séries tiveram sua produção descontinuada pela GK. A série identificada como 400RB-IV tem potência máxima de 280 watts e continuava em produção em 2014.

### Guitarra
O primeiro modelo produzido pela GMT e utilizado por Carlos Santana foi o GMT 226A.